# Declaración de guerra de los Estados Unidos contra Alemania (1941)

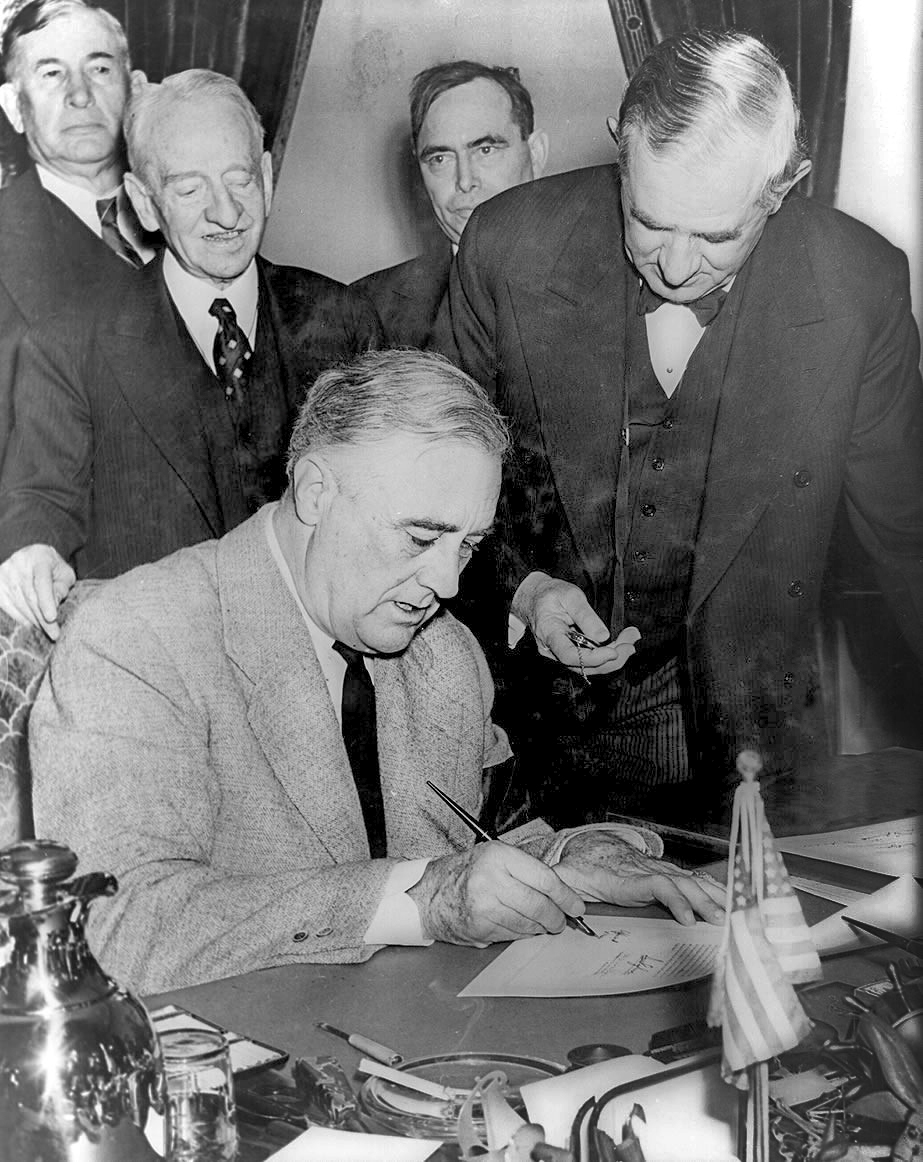
El presidente Franklin D. Roosevelt firma la declaración de guerra contra Alemania. El senador Tom Connally se mantiene atento para fijar la hora exacta de la declaración.

El 11 de diciembre de 1941, el Congreso de los Estados Unidos declaró la guerra a Alemania, horas después de que Alemania declarara la guerra a los Estados Unidos después del ataque a Pearl Harbor por el Imperio de Japón. El voto fue de 88-0 en el Senado y 393-0 en la Cámara de representantes.

## Texto de la declaración enespañol
Septuagésimo séptimo (77.°) Congreso de los Estados Unidos de América; 
En la primera sesión
Iniciada y celebrada en la ciudad de Washington, el viernes, el tercer día de enero de 1941.
RESOLUCIÓN CONJUNTA
Declarar que existe un estado de guerra entre el gobierno de Alemania y el gobierno y el pueblo de los Estados Unidos y tomar medidas para enjuiciar a los mismos
Considerando que el Gobierno de Alemania ha declarado formalmente la guerra contra el Gobierno y el pueblo de los Estados Unidos de América: Por lo tanto, sea Resuelto por el Senado y la Cámara de Representantes de los Estados Unidos de América reunidos en el Congreso, Que se declara formalmente el estado de guerra entre los Estados Unidos y el Gobierno de Alemania, que se ha impuesto a los Estados Unidos; y el Presidente queda autorizado y dirigido a emplear a todas las fuerzas navales y militares de los Estados Unidos y los recursos del Gobierno para continuar la guerra contra el Gobierno de Alemania; y, para llevar el conflicto a una terminación exitosa, el Congreso de los Estados Unidos se compromete con todos los recursos del país.
(Firmado) Sam Rayburn, Presidente de la Cámara de Representantes
(Firmado) H. A. Wallace, Vicepresidente de los Estados Unidos y Presidente del Senado
Aprobado el 11 de diciembre de 1941 a las 3:05 PM E.S.T.

(Firmado) Franklin D. Roosevelt